# Mittleres Innerstetal mit Kanstein
Das Mittlere Innerstetal mit Kanstein ist ein Naturschutzgebiet in den niedersächsischen Städten Langelsheim und Goslar und der Gemeinde Liebenburg im Landkreis Goslar, der kreisfreien Stadt Salzgitter, den Gemeinden Haverlah, Sehlde, Heere und Baddeckenstedt im Landkreis Wolfenbüttel und der Gemeinde Holle und der Stadt Bad Salzdetfurth im Landkreis Hildesheim.

## Allgemeines
Das Naturschutzgebiet mit dem Kennzeichen NSG BR 131 ist 563 Hektar groß. Davon entfallen 176 Hektar auf den Landkreis Goslar, 167 Hektar auf den Landkreis Hildesheim, 156 Hektar auf den Landkreis Wolfenbüttel und 64 Hektar auf die Stadt Salzgitter. Der südliche Teil des Naturschutzgebietes ist nahezu deckungsgleich mit dem FFH-Gebiet „Innerste-Aue (mit Kanstein)“. In seiner gesamten Länge ist es vielfach deckungsgleich mit dem EU-Vogelschutzgebiet „Innerstetal von Langelsheim bis Groß Düngen“. Nördlich von Langelsheim grenzt das 2,3 Hektar große Naturschutzgebiet „Schlackenhalde Bredelem“ direkt dieses Naturschutzgebiet. Das Gebiet steht seit dem 25. September 2008 unter Naturschutz. Zuständige untere Naturschutzbehörden sind die Landkreise Goslar, Hildesheim und Wolfenbüttel und die Stadt Salzgitter.

## Beschreibung

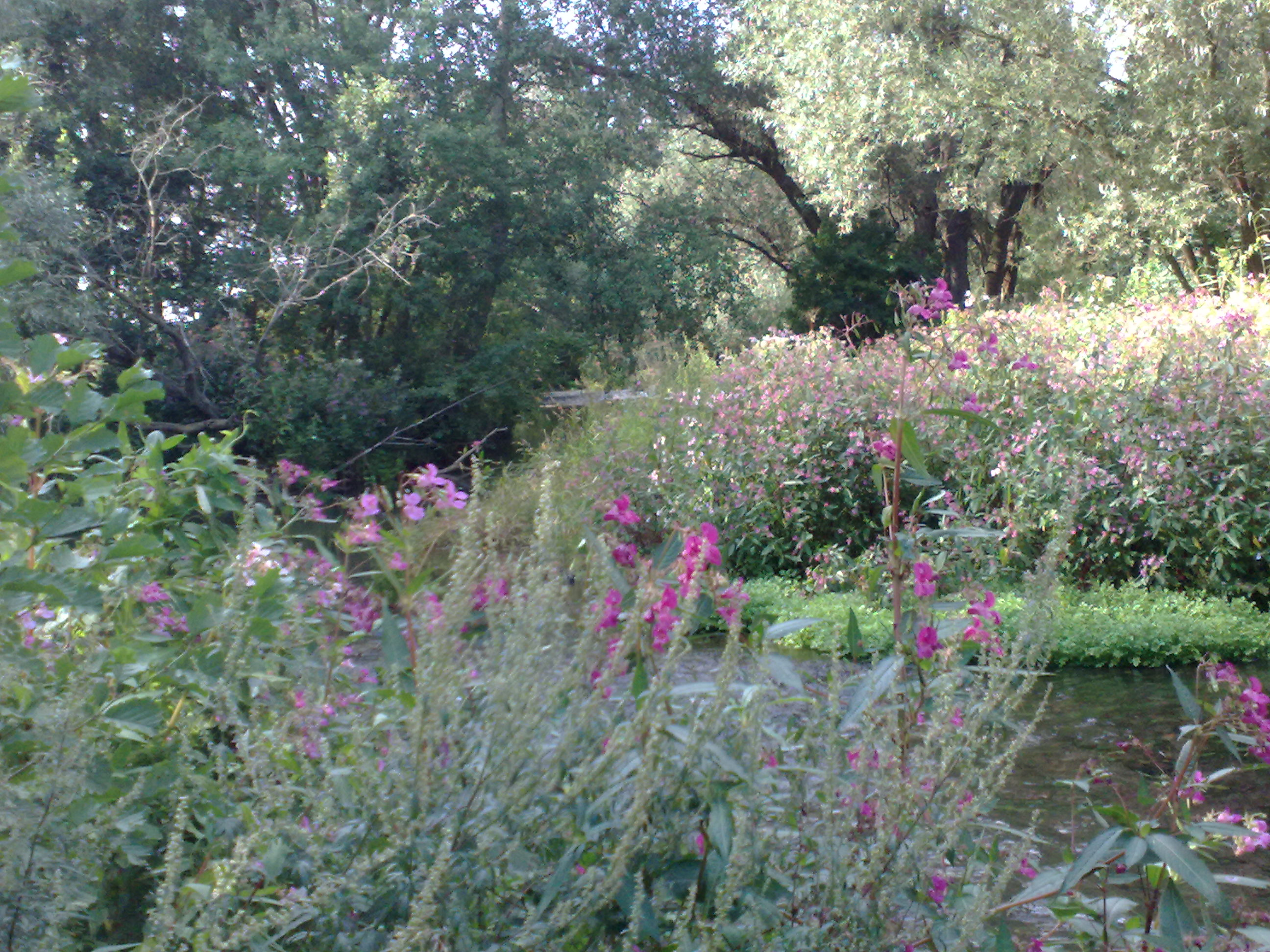
Die Innerste im Söderhorn, Gemeinde Heere

Das Naturschutzgebiet liegt nordöstlich des Harzes. Es beginnt im Nordosten der Stadt Langelsheim am nördlichen Harzrand einige Kilometer unterhalb der Innerstetalsperre und verläuft entlang des Innerstetals bis Bad Salzdetfurth, wo es an der Brücke der Landesstraße 492 zwischen Groß Düngen und Heinde endet. Es umfasst einen Abschnitt des Flusslaufs der Innerste mit seinen Uferbereichen und einem Teil der Niederung. Weiterhin sind die Felshänge des markanten Kansteins und Flächen der Kansteinhochebene am Rand von Langelsheim sowie mehrere Sekundärgewässer, ein ehemaliger Klärteich zwischen Othfresen und Hohenrode, die ehemaligen Klärteiche bei Baddeckenstedt, die Derneburger Teiche bei Derneburg und ein ehemaliges Entlaugebecken bei Heinde, in das Naturschutzgebiet einbezogen. 
Die schnellfließende und sauerstoffreiche Innerste ist vielfach noch naturnah geprägt. Sie verfügt über Geröllinseln, an den Ufern sind Abbruchkanten, Prall- und Gleithänge zu finden. Im Fluss wächst Wasservegetation, seine Ufer sind von hochstauden- und blütenreichen Schotterfluren, Flussschotter-Magerrasen und Schwermetallrasen geprägt. Weiterhin sind von Erlen und Weiden geprägte Auwaldreste zu finden. Die Sekundärgewässer verfügen teilweise über ausgedehnte Röhrichtbereiche. 
Auf dem Kanstein wachsen Kalk-Magerrasen, Blaugrasrasen und andere Felsvegetation. Im Norden des Kansteines befindet sich außerhalb des Naturschutzgebietes ein Kalksteinbruch.
Das Naturschutzgebiet ist Lebensraum für zahlreiche Pflanzen und Tiere. So kommen neben vielen weiteren Schwarzstorch, Eisvogel, Rohrweihe und Mittelsäger als Brutvögel vor. Wichtige Zugvogelarten des Naturschutzgebietes sind u. a. Wasserralle und Gänsesäger.
Daneben ist das Naturschutzgebiet ein bedeutender Wanderkorridor für Wildkatze und weitere Tierarten wie z. B. Fledermäuse und Fischotter.

## Klärteiche bei Baddeckenstedt

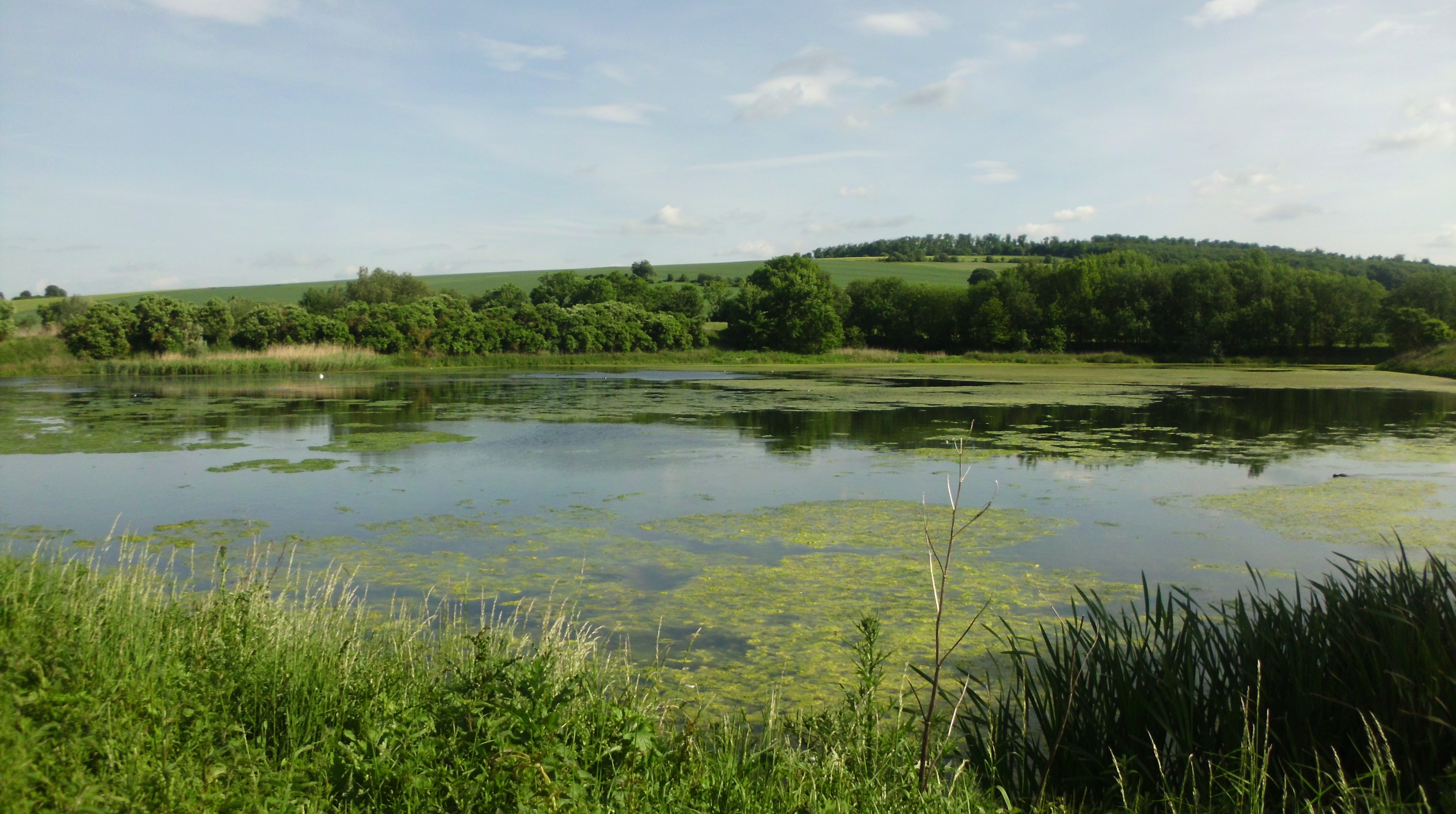
Einer der Klärteiche bei Baddeckenstedt

Die Klärteiche bei Baddeckenstedt liegen etwas nordwestlich von Baddeckenstedt. Es handelt sich dabei um auch als Stapelteiche bezeichnete Klärteiche einer ehemaligen Zuckerfabrik von Nordzucker. Nachdem diese 2001 geschlossen worden war, kaufte die Paul-Feindt-Stiftung das Gelände für 250.000 Euro.
Die fünf, etwa 1,5 Meter tiefen Klärteiche auf einer Fläche von über 20 Hektar, sind Lebensraum für zahlreiche Wasservögel. Als Brutvögel kommen u. a. Zwergtaucher, Schwarzhals- und Rothalstaucher sowie Haubentaucher vor, außerdem Höckerschwan, Reiher-, Tafelente sowie Bläss- und Teichralle. Daneben kommen u. a. Rohrweihe, Rot- und Schwarzmilan, Turm- und Baumfalke, Teich- und Drosselrohrsänger, Feld- und Schlagschwirl, Gelbspötter und viele weitere Arten vor. Die Uferzonen beherbergen eine Vielzahl von Insektenarten.
Am Rand der Teiche befindet sich seit dem Frühjahr 2008 eine Aussichtsplattform.

## Derneburger Teiche

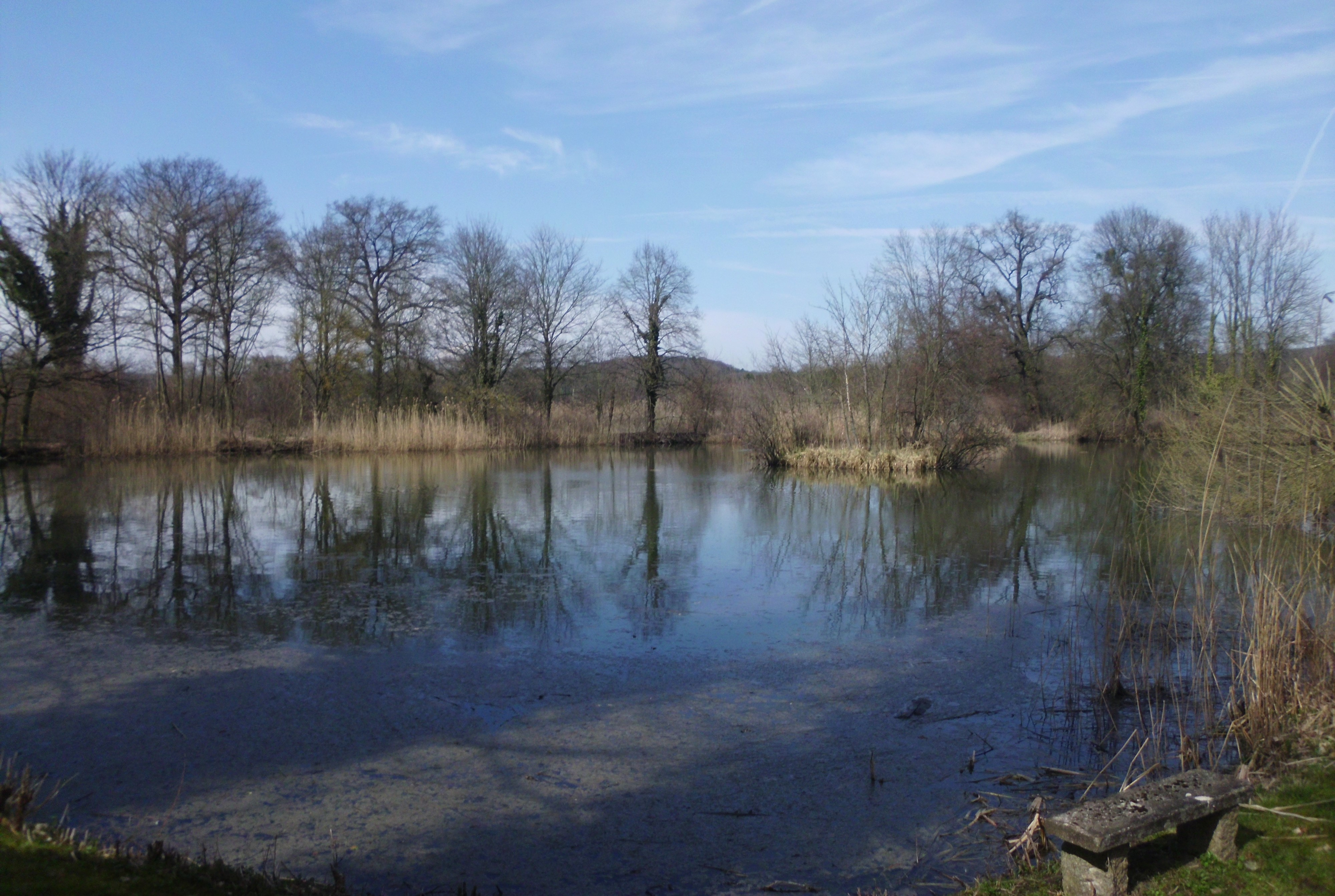
Einer der Derneburger Fischteiche

Die Derneburger Teiche liegen bei Derneburg in der Gemeinde Holle. Sie wurden zur Zeit des Abtes Gottfried Arnu (1718–1766) von Zisterziensermönchen aus dem damaligen Derneburger Kloster als Fischteiche angelegt. Die Wassermühle Derneburg, die an einem Arm der Nette am Rand des Gebietes liegt, stammt aus dem Jahr 1598.
Unter Graf Ernst zu Münster, der die ehemalige Klosteranlage 1814 infolge der Anbindung des Fürstentums Hildesheim an das Königreich Hannover vom englischen König Georg III. als Verdienst für seine Leistungen auf dem Wiener Kongress geschenkt bekam, wurde die Anlage zu einem englischen Landschaftsgarten umgestaltet, wobei auch auf die Fischteiche zurückgegriffen werden konnte, die zu einer Wasserlandschaft ausgebaut wurden.
Seit 1955 gehörten die Teiche zur staatlichen Domäne Derneburg und wurden ebenfalls als Fischteiche genutzt. Als die staatliche Domäne Derneburg im Jahr 2007 aufgelöst wurde, kaufte die Paul-Feindt-Stiftung die Teiche einschließlich der Wassermühle vom Land Niedersachsen.
Die Teiche werden weiterhin bewirtschaftet und für die Karpfenzucht genutzt. Damit sich Naturschutz und Fischzucht miteinander vereinbaren lassen, werden in den Teichen kleine Weißfische als Beutefische für die Wasservögel ausgesetzt, die dann statt der jungen Karpfen gefressen werden. Die Dämme zwischen den Teichen werden mit Schafen beweidet, damit sie nicht verwalden.
Die Derneburger Teiche sind ein wichtiger Lebensraum und Brutbiotop für zahlreiche Wasservögel. So kommen hier u. a. Graugans, Höckerschwan, Reiher- und Tafelente, Haubentaucher, Zwergtaucher und Schwarzhalstaucher sowie zahlreiche weitere Enten, aber auch verschiedene Rallen vor. Außerdem sind zahlreiche weitere Vogelarten heimisch, darunter Graureiher, Wasseramsel, Gebirgsstelze und Eisvogel. Mitte der 1970er-Jahre bildeten die Teiche den Ausgangspunkt für die einzige binnenländische Brutpopulation des Mittelsägers in Niedersachsen. Außerdem sind die Teiche, die von gut ausgebauten Wegen aus einsehbar sind, Lebensraum für diverse Amphibien, Insekten und Fledermäuse, wie Abendsegler, Bart-, Zwerg-, Breitflügel- und Wasserfledermaus. Ein Teil des Laves-Kulturpfades in Derneburg verläuft südlich der Teiche innerhalb des Naturschutzgebiets.